# Антиохида (дочь Селевка II)
Антиохида (др.-греч. Aντιoχίς; родилась 245—241 годы до н. э.) — селевкидская царевна, дочь царя Селевка II Каллиника, сестра царей Селевка III и Антиоха III. Жена Ксеркса, царя Софены и Коммагены. Обвинялась средневековым хронистом Иоанном Антиохийским в убийстве мужа по приказу брата Антиоха III.

## Биография
Антиохида была дочерью селевкидского царя Селевка II Каллиника. По расчётам историка Рензо Лукерини, она родилась между 245 и 241 годами до н. э. и могла быть немного моложе Антиоха III.
Антиохида упоминается древнегреческим историком Полибием во время повествования об осаде Арсамосаты, столицы Софенского царства, войсками её брата Антиоха III в 212 году до н. э. Когда софенский царь Ксеркс решил вести переговоры с селевкидским властителем, друзья последнего советовали схватить царя, а власть над Софеной передать Митридату, биологическому (др.-греч. κατα φυσιν) сыну сестры царя. Антиох III, однако, не послушал их, заключил мир с Ксерксом, простил невыплату дани его отцом Аршамом и выдал за него свою сестру Антиохиду. Как указал историк Джон Гренджер, Ксеркс не имел возможности отказаться от этого брака. По оценке советского историка Анатолия Бокщанина, союз между Антиохом III и Ксерксом являлся свообразной психолого-дипломатической подготовкой к восточной кампании Антиоха, преследуя цель обеспечить безопасность северного фланга и тыла его армии.
Антиохида оставалась царицей до 202 года до н. э., когда, накануне Пятой Сирийской войны, Ксеркс умер, а она вернулась ко двору брата. Согласно сведениям средневекового хрониста Иоанна Антиохийского, Антиохида отравила своего мужа по приказу брата. Это утверждение поддерживается современными историками, в том числе Мичалом Марчаком.
Джон Гренджер, однако, называл показания хрониста довольно поздними и ненадёжными, отмечая, что в античные времена было довольно легко спутать отравление со смертью от болезни, а обвинения в отравлении по политическим мотивам были распространены. По его мнению, Ксеркс умер либо от болезни, либо от сердечного приступа или некоего удара. Саму ситуацию, когда сестра убивает мужа по приказу брата, исследователь назвал гротескной. Государство Ксеркса было довольно уязвимым и Антиох III мог устранить Ксеркса и другим способом. Антиохида же была царицей в течение десяти лет и, вероятно, была довольна своим положением. Возвращение Антиохиды ко двору брата объясняется тем, что он был её законным опекуном в отсутствие мужа. Если же она действительно отравила мужа, то её дальнейшее пребывание в Арсомасате было опасным. Скорее всего, у Антиохиды с Ксерксом не было общих детей, поэтому Антиох III по смерти царя аннексировал его владения и передал их в управление двум своим стратегам — Артаксию и Зариадрису.

## Сын Митридат
Поскольку Антиохида была единственной известной сестрой Антиоха III, считается, что упомянутый Полибием Митридат был её сыном. Среди учёных нет единодушия, как именно понимать уточнение Полибия, что Митридат был именно биологическим сыном. По одной из версий, Антиох III усыновил своего племянника, возможно этого сына царя упоминает римский историк Тит Ливий во время описания кампании 197 года до н. э. Пятой Сирийской войны.
По другой версии, под биологическим сыном подразумевалось, что Митридат был ребёнком от кровосмесительной связи Антиоха III с Антиохидой. Историк Дэниел Огден счёл последнюю версию сомнительной, поскольку в таком случае Митридат должен был иметь более высокий статус, чем описанный в источниках, и поддерживал версию с усыновлением. Исследователь Крис Беннетт также критиковал версию с инцестом, указывая, что в таком случае именно Антиохида должна была стать царицей при брате, а не Лаодика III. Кроме того, учитывая гипотетическую дату рождения Митридата (около 230 года до н. э.), он должен был родиться ещё при жизни Селевка II, когда преемником престола был Селевк III, а все известные браки между полнородными братом и сестрой в эллинистических государствах заключались исключительно с преемником престола. По мнению Беннетта, предложение друзей царя сделать Митридата новым правителем Софены значит, что он был сыном предыдущего царя Аршама и единоутробным братом Ксеркса. В этом случае слова о биологическом сыне нужно понимать, что Митридат и Ксеркс были сыновьями царя Аршама от разных жён, одна из которых была сестрой Антиоха III, и поэтому можно было ожидать, что племянник будет более лояльным к нему.
Рензо Лукерини, развивая гипотезу Беннетта, предполагал, что брак между Антиохидой и Аршамом был заключён после 227 года до н. э., когда софенский царь был союзником Антиоха Гиеракса, восставшего брата Селевка II, — либо Антиохида была старшим ребёнком царя и родилась в 245 году до н. э., а брак был заключён в 232 году до н. э. В последнем случае во время войны Антиоха III с Ксерксом Митридату было бы двадцать лет.

### Комментарии
1. ↑  Польский историк Михал Марчак[англ.] указывал, что из-за обрывочности сведений Полибия непонятно, о каком Антиохе идёт речь. Хотя его идентификация с Антиохом III является наиболее популярной, существует версия, выдвинутая Эрнестом Бабелоном, что это был Антиох IV Эпифан[3].